# Hypsosinga turkmenica
Hypsosinga turkmenica là một loài nhện trong họ Araneidae.
Loài này thuộc chi Hypsosinga. Hypsosinga turkmenica được miêu tả năm 1978 bởi Bakhvalov.